# Woodbury (Vermont)
Woodbury város az Amerikai Egyesült Államok Vermont államában, Washington megyében. Lakosainak száma 928 fő (2020. április 1.).

## Népesség
A település népességének változása:

| 2010 | 906 |
| 2020 | 928 |